# میا تریپلتون
میا هانی وینسلت تریپلتون (انگلیسی: Mia Honey Winslet Threapleton؛ زادهٔ ۱۲ اکتبر ۲۰۰۰) بازیگر انگلیسی است. او دختر بازیگر کیت وینسلت و نقاش-فیلم‌ساز جیم تریپلتون است و نخستین فعالیت سینمایی او، نقش کوچکی در درام تاریخی هرج‌ومرج کوچک (۲۰۱۴) بود. او در سال ۲۰۲۲ به‌همراه مادرش در قسمت «من روث هستم» از مجموعهٔ من هستم… به ایفای نقش پرداخت. این مجموعه دو جایزهٔ تلویزیونی بفتا کسب کرد. نخستین نقش اصلی تریپلتون در فیلم کمدی سیاه طرح فنیقی (۲۰۲۵) اثر وس اندرسن بود.

## زندگی و حرفه
میا هانی تریپلتون در ۱۲ اکتبر ۲۰۰۰ در لندن به دنیا آمد. مادرش، بازیگر کیت وینسلت و پدرش، کارگردان جیم تریپلتون است. والدین او در سال ۲۰۰۱ از یکدیگر طلاق گرفتند. او به دیسلکسیا مبتلا است.
هنگامی که تریپلتون ۱۴ ساله بود، او در فیلم هرج‌ومرج کوچک (۲۰۱۴) با بازی مادرش حضور یافت. او در سال ۲۰۲۰ در فیلم ایتالیایی سایه‌ها نقش اصلی را ایفا کرد. همچنین در سال ۲۰۲۲ در مجموعهٔ تلویزیونی آمریکایی روابط خطرناک حضور داشت.
در سال ۲۰۲۲، او در کنار مادرش نقشی را در مجموعهٔ تلویزیونی من هستم… از کانال ۴ ایفا کرد. قسمت این مجموعه «من روث هستم» نام داشت و داستان آن در مورد اثرات منفی شبکه‌های اجتماعی بود. این مجموعه توانست دو جایزه در مراسم تلویزیونی بفتا کسب کند.

## فیلم‌شناسی

### فیلم
| سال  | عنوان              | نقش                    | توضیحات    |
| ---- | ------------------ | ---------------------- | ---------- |
| ۲۰۱۴ | هرج‌ومرج کوچک       | هلن                    |            |
| ۲۰۲۰ | سایه‌ها             | آلما                   |            |
| ۲۰۲۳ | فتنه‌گر             | جوآن                   |            |
| ۲۰۲۴ | اسکوپ              | یاری‌رسان شاهزاده اندرو |            |
| ۲۰۲۴ | Barton Turf        | ایمی                   | فیلم کوتاه |
| ۲۰۲۴ | Two Places at Once | دنی                    | فیلم کوتاه |
| ۲۰۲۵ | طرح فنیقی          | خواهر لیزل             |            |

### تلویزیونی
| سال  | عنوان        | نقش            | توضیحات             |
| ---- | ------------ | -------------- | ------------------- |
| ۲۰۲۲ | روابط خطرناک | رز             |                     |
| ۲۰۲۲ | من هستم …    | فریا           | قسمت: «من روث هستم» |
| ۲۰۲۳ | بوکانیرها    | هونوریا مارابل | بازیگر اصلی         |